# Marziale Carpinoni
Marziale Carpinoni (Clusone, 1644 - Ferrare, 1722)  est un peintre italien de la période baroque.

## Biographie
Marziale Carpinoni, né dans la province de Bergame, est un peintre italien, petit-fils de Domenico Carpinoni.
Il a appris les premiers rudiments de l'art par son père, puis par son grand-père et ensuite à Rome à l'école de Ciro Ferri.
Marziale Carpinoni a peint des sujets à thèmes religieux et historique.
Se œuvres se trouvent dans l'église principale de Clusone, dans la Cathédrale de Bergame, ainsi que dans des églises de Brescia.
Marziale Carpinoni est mort à Ferrare en 1722 .

## Œuvres
- Vierge à l'Enfant avec saints et Le Baptême du Christ par saint Jean, église paroissiale, Cluzone
- Santi Domno, Domneone et Eusebia, cathédrale, Bergame